# Verrucaria prosoplectenchymatica
Verrucaria prosoplectenchymatica är en lavart som beskrevs av Servít. Verrucaria prosoplectenchymatica ingår i släktet Verrucaria och familjen Verrucariaceae.   Inga underarter finns listade i Catalogue of Life.